# Die Jahre vergehen (1981)
Die Jahre vergehen ist ein österreichisch-deutscher Fernsehfilm von Peter Keglevic. Der Zweiteiler wurde am 29. Juni und 6. Juli 1981 im ZDF uraufgeführt.

## Handlung

### Teil 1
Gregor Nadolny ist 30 Jahre alt und Touristikmanager. Er war mit seiner zehn Jahre alten Tochter Anna in Italien und sie befinden sich beide auf der Rückfahrt. Seine Tochter hat Fieber. Trotzdem will er nicht nach Hamburg, seinem Wohn- und Arbeitsort, sondern nach Pfauen. Dort hat er vor 20 Jahren einen glücklichen Sommer bei seinen Stiefgroßeltern verbracht und möchte seine alte Liebe wiedersehen.

### Teil 2
Gregor Nodolny trifft in Pfauen Bekannte aus Kindertagen wieder, wobei „wirklich wichtig … die Begegnungen mit den beiden Kinderfreunden von damals“ sind: So seine alte Liebe Ada, und den Jungen Ila.
Georg, Ada und Ila unternahmen als Kinder in Pfauen viele Dinge miteinander: So tanzten sie miteinander. Dann saßen sie unter einem gedeckten Tisch und tranken ein „Maß“. Als Ila auf dem Feld eine weiße Flagge vor sich her trug, liefen Ada und Georg ihm hinterher oder beteten kniend miteinander in der Kirche.
Zwischen Georg und Ada entwickelte sich eine Zuneigung. Die beiden waren viel in der Natur. Sie halfen bei der Feldarbeit, wo beide einen Korb mit einer Mahlzeit für die Feldarbeiter auf das Feld brachten. Später wurden sie vom Regen überrascht und suchten gemeinsam Schutz „unter einer Decke“ Sie gingen in eine Scheune. Ein Bild zeigt beide im Stroh liegend, sich umarmend, während Gregor sich über Ada beugt. Die Kinder „sind verwirrt von ihren Gefühlen“. Am Ende stehen beide in Anzug und weißem Kleid nebeneinander. Georg verliebte sich in Ada und wollte sie heiraten. Später jedoch heiratet er eine andere Frau, vergleicht seine Ehefrau jedoch mit seiner Kinderliebe, die er nach zwanzig Jahren wiedertrifft.

## Kritik
Der Spiegel stellte fest, dass „der Fernsehfilm von Peter Keglevic und Walter Kappacher […] auf der modischen Welle der Früh-Nostalgiker [reitet].“